# Eleocharis kuoi
Eleocharis kuoi är en halvgräsart som beskrevs av Y.D.Chen. Eleocharis kuoi ingår i släktet småsäv, och familjen halvgräs. Inga underarter finns listade i Catalogue of Life.